# Schorssow
Schorssow é um município da Alemanha, situado no distrito de Rostock, no estado de Mecklemburgo-Pomerânia Ocidental. Tem 30,89 km² de área, e sua população em 2019 foi estimada em 451 habitantes.